# Charles Blondin

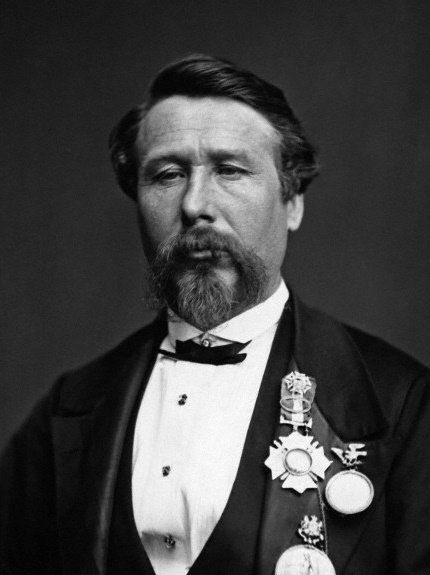
Charles Blondin

Charles Blondin, eigentlich Jean François Gravelet (* 28. Februar 1824 in Saint-Omer, Pas-de-Calais, Frankreich; † 22. Februar 1897 in London, England) war ein französischer Hochseilartist. Er bereiste die Vereinigten Staaten und überquerte als erster die Niagara-Schlucht auf dem Hochseil.
Blondin war dreimal verheiratet und hatte acht Kinder. Im 19. Jahrhundert wurde sein Name im Englischen zum Synonym für Hochseilakt.

## Frühes Leben
Charles Blondin wurde am 28. Februar 1824 in Saint-Omer, Pas-de-Calais, Frankreich, als Jean-François Gravelet geboren. Bekanntheit erlangte er später unter anderen Namen und Spitznamen, darunter Charles Blondin, Jean-François Blondin, Chevalier Blondin und The Great Blondin.
Im Alter von fünf Jahren wurde er an die École de Gymnase in Lyon geschickt und trat nach einer sechsmonatigen Ausbildung zum Akrobaten erstmals als „The Boy Wonder“ auf. Seine außerordentliche Geschicklichkeit, seine Anmut und die originellen Kulissen seiner Vorführungen machten ihn zum Publikumsliebling.
Am 6. August 1846 heiratete er seine erste Frau Marie Blancherie und legitimierte damit ihren Sohn Aimé Leopold. Beide hatten zwei weitere gemeinsame Kinder. Es ist nicht bekannt, was aus seiner französischen Familie wurde, nachdem er in die Vereinigten Staaten ging.

## Nordamerika

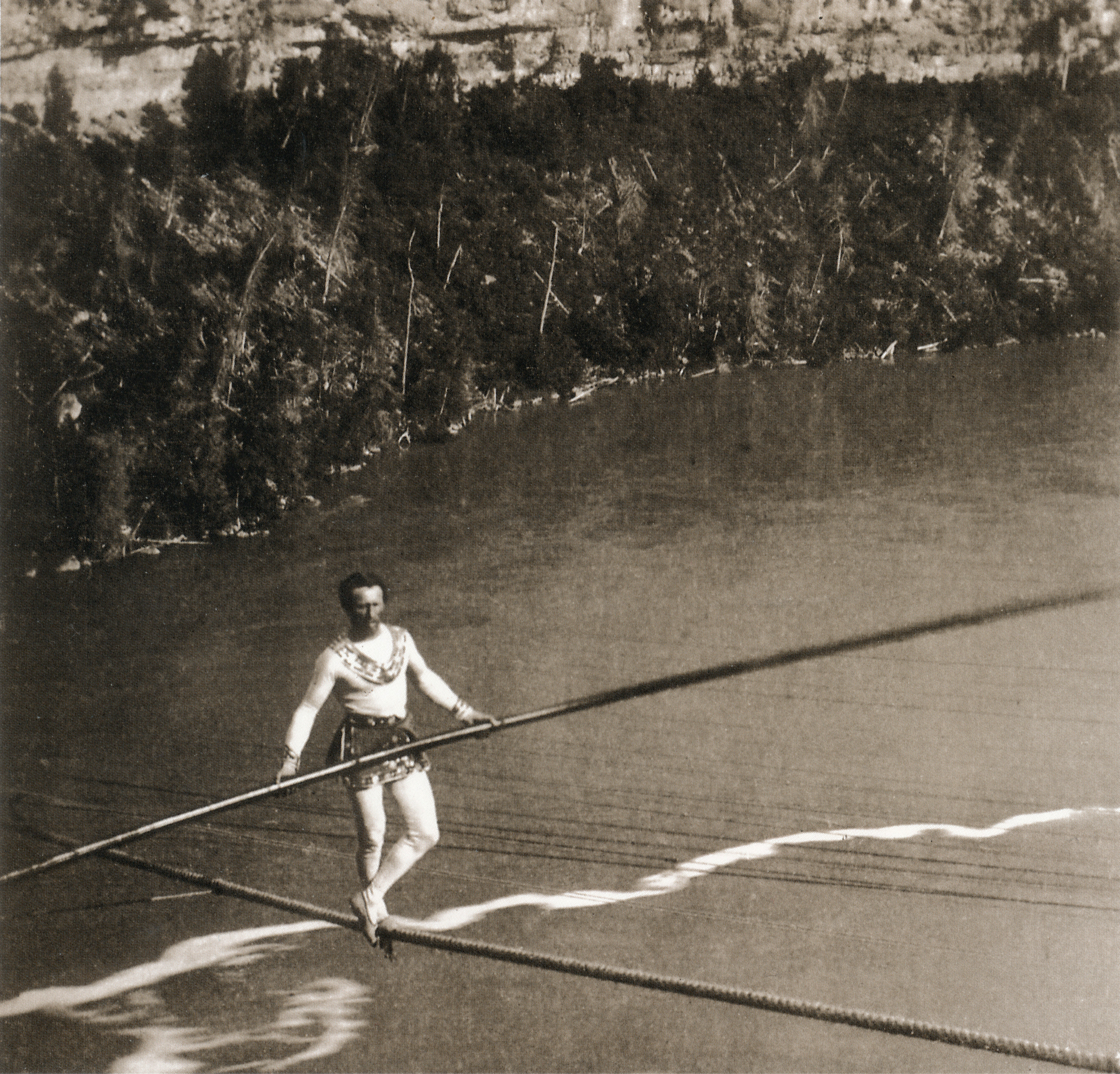
Blondin überquert die Niagara-Schlucht (1859)

Seine zunehmende Bekanntheit in Frankreich erregte die Aufmerksamkeit des Managers der Ravel-Familie, einer damals recht bekannten französisch-italienischen Artistengruppe. 1851 nahm Blondin das Angebot an, diese auf einer längeren Tournee durch die Vereinigten Staaten zu begleiten. 1855 trat er mit den Ravels in Niblo’s Garden in New York City auf.
Berühmt wurde Blondin durch die Überquerung der Niagara-Schlucht auf einem Hochseil. Dazu ließ er in der Nähe der heutigen Rainbow Bridge ein 340 m langes, rund 8 cm starkes Seil in 50 m Höhe über die Schlucht spannen. Die Premiere der Überquerung erfolgte am 30. Juni 1859 vor rund 25.000 Zuschauern. Es folgten mehrere weitere Aufführungen, oft ausgeschmückt durch verschiedene theatralische Variationen: mit verbundenen Augen, in einem übergestülpten Sack, eine Schubkarre rollend, auf Stelzen, einen Mann (seinen Manager Harry Colcord) auf dem Rücken tragend, auf halber Strecke sitzend, während er ein Omelett briet und aß, oder auf einem Stuhl stehend, der nur mit einem Bein das Seil berührte.
Von Blondins Überquerung der Niagara-Schlucht wurden stereoskopische Aufnahmen verkauft.
Am 15. September 1860 wohnte Albert Eduard von Sachsen-Coburg und Gotha  (der spätere König Eduard VII.) in seiner Eigenschaft als Prince of Wales „einer Vorstellung des Seiltänzers Blondin bei, der, nachdem er einen Mann über das den Niagara-Fall überspannende Seil getragen hatte, zum ersten Male den Uebergang auf Stelzen machte“.
Während seines Aufenthalts in den USA heiratete er seine zweite Frau Charlotte Lawrence, mit der er fünf Kinder hatte: Adele (* 1854), Edward (* 1855), Iris (* 1861), Henry Coleman (* 1862) und Charlotte (* 1866).

## Weltweiter Erfolg

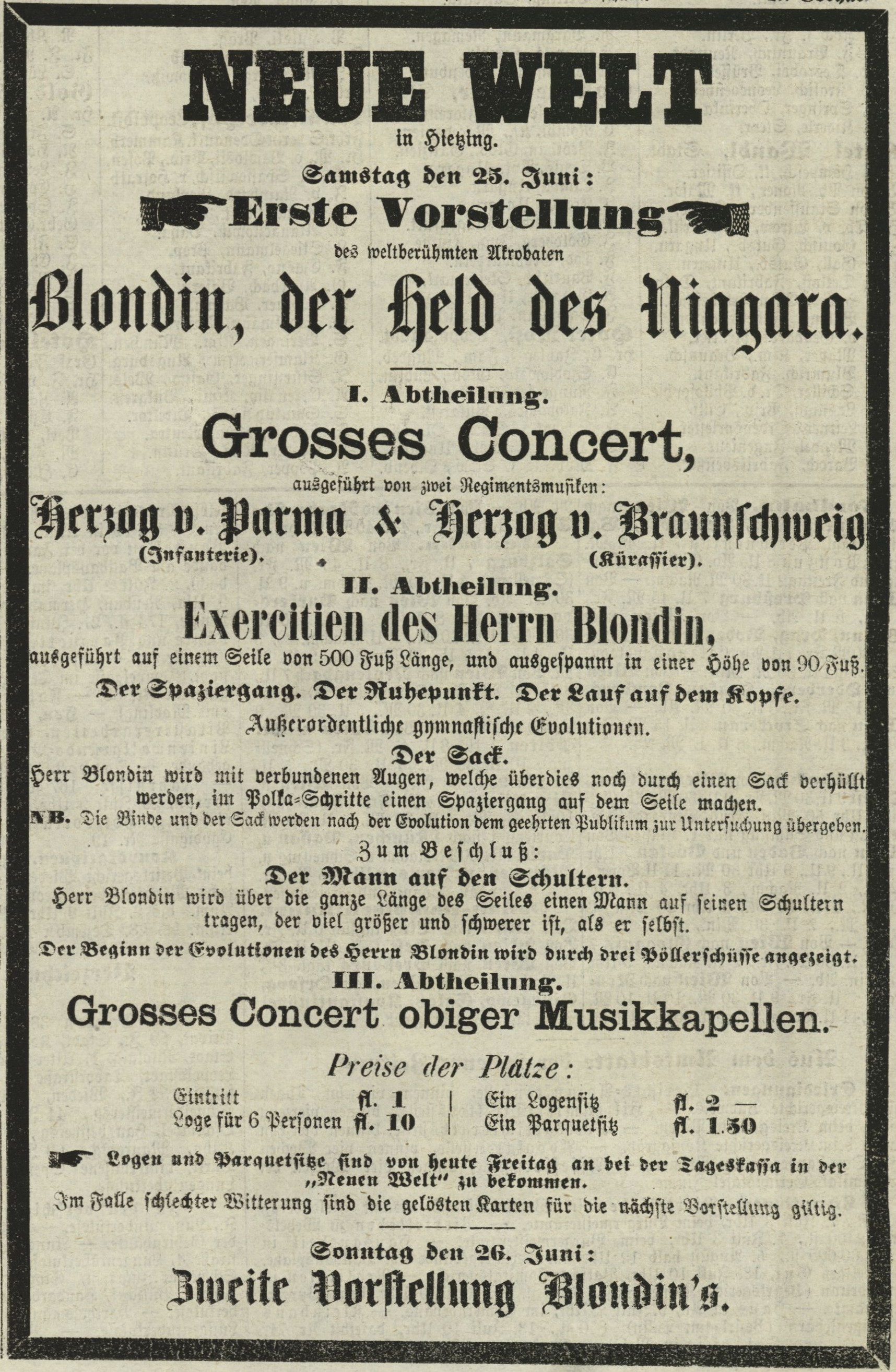
Anzeige für Blondins ersten Auftritt in Wien (1864)

Seine Niagara-Auftritte steigerten Blondins Bekanntheit weltweit. Er trat in China, Japan, Australien und Europa auf. Bei einem Gastauftritt in den Royal Portobello Gardens in Dublin, Irland, ereignete sich am 23. August 1860 ein schwerer Unfall. Während der Vorstellung riss das in 50 m Höhe gespannte Seil, was zum Einsturz des Gerüstes führte. Blondin wurde nicht verletzt, aber zwei Arbeiter, die sich auf dem Gerüst befanden, stürzten in den Tod.
Nach dem Ausbruch des Amerikanischen Bürgerkriegs zog Charles Blondin im Mai 1861 mit seiner zweiten Frau und den drei bis dahin geborenen Kindern nach London. Dort trat er im selben Jahr erstmals im Crystal Palace auf, wo er auf einem Seil, das vom Boden aus über das zentrale Querschiff gespannt war, Purzelbäume auf Stelzen vollführte. Im September 1861 folgten Auftritte im Royal Botanic Garden Edinburgh in Schottland.
1862 folgten weitere Aufführungen im Crystal Palace und anderswo in England und Europa. In den 1860er Jahren war Blondin ein wahrer Kassenmagnet und wurde entsprechend gut bezahlt. Für zwölf Auftritte im Crystal Palace erhielt er die Summe von 1.200 £.
Im Jahr 1863 wäre er während einer Vorstellung in Sevilla fast verunglückt:

„Er war auf seinem Seile eine große Höhe hinangestiegen und hatte dabei ein Feuerwerk auf dem Kopfe, welches in der Kunstsprache Sonne heißt und in einer raschen Drehung losgeht. Die rotirende Bewegung dieses Feuerwerkkörpers bewirkte nun, daß Blondin das Gleichgewicht verlor; er ließ die Balancirstange fallen und man glaubte schon, daß er herabstürzen und sich auf dem Boden zerschmettern werde, als er sich an einem Fuße hängend erhielt. Das Feuer hatte sich seinen Kleidern mitgetheilt und in dieser gefährlichen Lage entledigte er sich seines feurigen Kopfputzes und des brennenden Gewandes; dann legte er unter dem Beifallklatschen der Zuschauer den Weg zur Erde auf dem Seile zurück.“

Im April 1864 trat Blondin in Rom vor mehr als 30.000 Zuschauern auf und erregte „im höchsten Grade die Begeisterung der Römer“. Am 26. Mai 1864 schloss sich in Mailand eine Aufführung „auf einem 90 Schuh hohen gespannten Seile mit ungeheuerem Erfolge“ an, wobei sich unter den Zuschauern auch Kronprinz Humbert befand. Danach machte er am 7. Juni 1864 während des Verfassungsfestes in Turin Furore.
Am 11. Juni 1864 traf Charles Blondin in Wien ein. Er logierte im Hotel Schwender. Wien war die erste Stadt im deutschsprachigen Raum, die er besuchte. Seinen ersten Auftritt hatte er am 25. Juni im Etablissement Neue Welt in Hietzing. Die Presse schrieb:

„Blondin, ‚der Held des Niagara‘, veranstaltete gestern in Schwender's ‚Neue Welt‘ die erste jener Produktionen, durch die der kühne Seiltänzer sich in zwei Welttheilen berühmt machte. Auf dem in einer Höhe von 99 Fuß gespannten, mit Sandsäcken beschwerten Seile bewegte sich Blondin mit einer Sicherheit und Leichtigkeit, die jedes Grauen verscheuchte und allgemeines Staunen hervorrief. Bei Beginn der Produktionen herrschte allenthalben große Besorgniß, ob die halsbrecherischen Wagstücke nicht mißlingen werden: aber kaum sieht man Blondin fünf Minuten lang auf dem Seile spazieren gehen, tanzen, laufen, und alle Besorgniß schwindet und man lacht, wenn Blondin in schwindelnder Höhe zum Spaß einen Fehltritt macht und eine Sekunde lang zwischen Himmel und Erde schwebt. Blondin's Produktionen lasten sich übrigens nicht beschreiben, sie müssen gesehen werden […].“

Den dritten Auftritt Blondins in Wien am 2. Juli 1864 erlebten 5.800 Menschen. Für jeden Auftritt erhielt er 2.000 Gulden. Am 16. Juli fand Blondins letzte Nachtvorstellung, am 18. Juli seine „Benefice- und Abschiedsvorstellung“ statt. Während des Wiener Gastspiels trat im Pariser Hippodrom ein „falscher Blondin“ auf.
Von August bis Oktober 1874 gab Blondin mehrere Vorstellungen in Sydney, Australien. Er brachte „ein Riesen-Zelt mit, das größte, welches bis jetzt zu solchen Zwecken angefertigt“ worden war.
Am 6. September 1873 überquerte Blondin den Edgbaston Reservoir, einen Stausee in Birmingham. Eine 1992 in Ladywood, Birmingham, errichtete Statue erinnert an seine Leistung.

## Spätere Jahre und Tod
Nach einer mehrjährigen Auszeit trat Blondin 1880 wieder auf und spielte in der Saison 1893–94 die Hauptrolle in der Pantomime Jack and the Beanstalk im Crystal Palace, organisiert von Oscar Barrett.
1888 starb seine Frau Charlotte. Am 28. November 1895 heiratete Blondin seine dritte Frau, Katherine James, nachdem diese ihn früher im selben Jahr während einer Rückenverletzung gepflegt hatte. Seinen letzten Auftritt absolvierte Blondin 1896 in Belfast, Irland.
Charles Blondin starb am 22. Februar 1897 in seinem „Niagara House“ in Ealing, London, an Diabetes. Er wurde auf dem Kensal Green Cemetery begraben. Kurz vor seinem Tod war Blondins Autobiografie erschienen. Darin erzählt er unter anderem, dass er einmal in einer Zeitung von seinem angeblichen Tod gelesen habe:

„Ich sei bei der Ueberquerung des Niagara abgestürzt und hätte meinen Tod in den Wellen gefunden. Natürlich war ich über die Nachricht sehr belustigt, wie ward mir aber, als ich in den Abendblättern alles Nähere über die Veranstaltung meines Leichenbegängnisses lese, das morgen stattfinden sollte. ‚Na, das siehst Du Dir mit an,‘ dachte ich mir. Und richtig, zur festgesetzten Stunde fährt vor meinem Hause ein Leichenwagen vor, mit sechs Schimmeln bespannt. Eine vieltausendköpfige Menge staute sich vor dem Hause, von allen Häusern wehten Trauerflaggen und die öffentlichen Gebäude hatten halbtop gehißt. Es war geradezu unglaublich. Plötzlich klopft's und mein Manager tritt herein. ‚Pardon, einen Augenblick,‘ sagte er, öffnet mein Fenster und ruft hinaus: ‚Ladies und Gentlemen!‘ Todtenstille da unten mit einemmale. Und mein Manager weiter: ‚Ladies und Gentlemen! Wie ich soeben zu meiner Freude entdecke, ist Monsieur Blondin gar nicht todt. Er lebt! Ja, er lebt sogar noch so sehr, daß er am Samstag, 13. d., einen neuen Uebergang über den Niagara auf hohem Drahtseile unternehmen wird‘.“

Auch wenn seine Witwe viel jünger war, überlebte sie ihn nur um vier Jahre und starb 1901 im Alter von 36 Jahren an Krebs.

## Nachwirkung

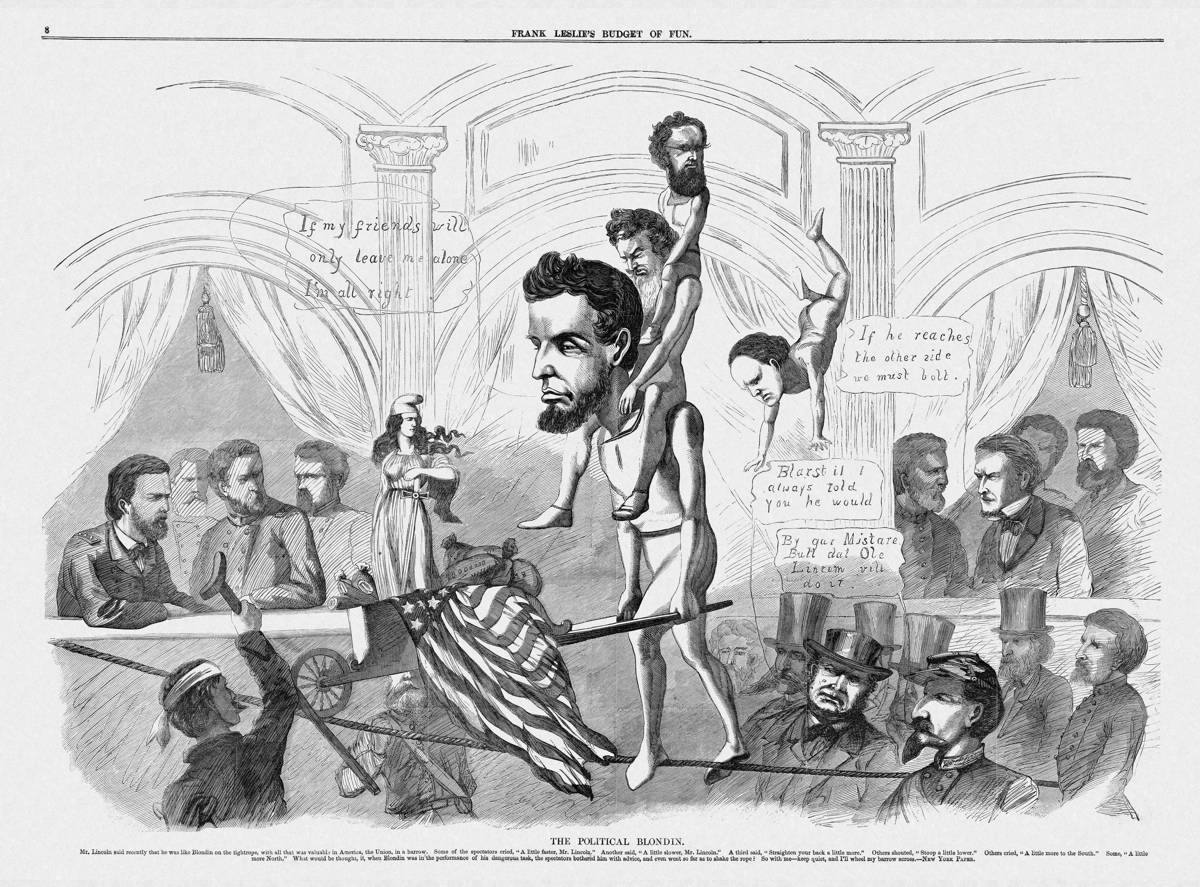
Abraham Lincoln als Charles Blondin

Zu Lebzeiten wurde der Name Blondin so sehr mit Seiltanz verbunden, dass „Blondin“ oft als Titel für andere Hochseilartisten verwendet wurde. Zum Beispiel gab es in den 1880er Jahren in Sydney mindestens fünf Personen, die mit Variationen des Namens Blondin arbeiteten. Der berühmteste von ihnen war Henri L'Estrange – „der australische Blondin“.
Seiltanz war so populär geworden, dass ein Leser sich beim Sydney Morning Herald über „das Blondin-Business“ beschwerte, bei dem die Leute bei jeder Gelegenheit auf Hochseilen balancierten. Er erwähnte jemanden, der in der Liverpool Street mit einem auf den Rücken geschnallten Kind über ein Hochseil ging.
Die Illustrated London News bezeichnete die Hochseilartistin Madame Caroline als „weiblichen Blondin“, nachdem diese 1869 während einer Aufführung von Pablo Fanques Zirkus vom Seil gestürzt war.
Im Vorfeld der amerikanischen Präsidentschaftswahlen 1864 verglich sich Abraham Lincoln mit „Blondin auf dem Drahtseil, der alles, was für Amerika wertvoll war, in der Schubkarre vor sich her schob“. Frank Leslies Budget of Fun vom 1. September 1864 griff diese Aussage in einer Karikatur auf: Lincoln mit einer Schubkarre auf dem Drahtseil und zwei Männern auf seinem Rücken – Marineminister Gideon Welles und Kriegsminister Edwin Stanton – während „John Bull“, Napoleon III., Jefferson Davis (als Vertreter Englands, Frankreichs bzw. der Konföderierten Staaten von Amerika) und die Generäle Grant, Lee und Sherman (als Vertreter des Militärs) neben anderen zusahen.